# Distretto di Jacas Chico
Il distretto di Jacas Chico è uno degli otto distretti della provincia di Yarowilca, in Perù. Si trova nella regione di Huánuco e si estende su una superficie di 68,40 chilometri quadrati.